# Craspedosis flavimedia
Craspedosis flavimedia är en fjärilsart som beskrevs av W. Warren 1899. Craspedosis flavimedia ingår i släktet Craspedosis och familjen mätare. Inga underarter finns listade i Catalogue of Life.